# Karang Dapo II
Karang Dapo II is een bestuurslaag in het regentschap Musi Rawas van de provincie Zuid-Sumatra, Indonesië. Karang Dapo II telt 2744 inwoners (volkstelling 2010).